# Bröderna Lejonhjärta (film)
Bröderna Lejonhjärta är en svensk film från 1977 i regi av Olle Hellbom. Filmen är baserad på Astrid Lindgrens roman Bröderna Lejonhjärta från 1973. I huvudrollerna ses Staffan Götestam, Lars Söderdahl, Allan Edwall och Gunn Wållgren. Filmen hade biopremiär i Sverige den 23 september 1977.

## Handling
Karl Lejon, "Skorpan", har inte fyllt 10 år men vet att han ska dö av sin sjukdom (tuberkulos). Hans storebror Jonatan tröstar honom och berättar vad som händer efter döden; om landet Nangijala där det ännu är "lägereldarnas och sagornas tid". En tid senare börjar det brinna i deras hus och Jonatan räddar Skorpan genom att ta honom på ryggen och hoppa ut genom fönstret. Skorpan klarar sig men inte Jonatan.
En tid senare dör Skorpan och hamnar också han i Nangijala där de bor tillsammans i ett litet hus och har varsin häst att rida omkring på och Skorpan både kan simma och rida.
De besöker värdshuset Guldtuppen där värdshusvärden Jossi tar emot dem. Jonatan berättar om Törnrosdalen som nu är ockuperad av den onde Tengil. Tack vare Sofias duvor kan man skicka meddelanden mellan dalarna. Det finns en förrädare i Körsbärsdalen men man vet inte vem. På grund av förrädaren har Tengils män gripit Orvar, motståndsledaren i Törnrosdalen.

## Rollista
- Lars Söderdahl – Karl "Skorpan" Lejonhjärta
- Staffan Götestam – Jonatan Lejonhjärta
- Allan Edwall – Mattias
- Gunn Wållgren – Sofia
- Folke Hjort – Jossi, värdshusvärd[12]
- Per Oscarsson – Orvar, motståndsledare
- Tommy Johnson – Hubert, jägare
- Jan Nygren – Veder, soldat
- Michael "Micha" Gabay – Kader, soldat
- Georg Årlin – Tengil, envåldshärskare
- Bertil Norström – Pjuke, Tengils rådman
- Mats Andersson – soldat
- Ulf Håkan Jansson – soldat
- Aksel Erhardtsen – soldat
- Bengt Brunskog – chef för Stora porten
- Bodil Lindorff – mor i Törnrosdalen
- Lone Rode – Antonia
- Erno Müller – vakt
- Göthe Grefbo – vakt
- Per Axel Arosenius – Tengilsman
- Björn Strand – Tengilsman
- Lars Nyberg – Tengilsman
- Egil Holmsen – Tengilsman
- Bengt Blomgren – far i Törnrosdalen
- Rune Andersson – sångaren på värdshuset Guldtuppen
- Ingrid Jussil-Årlin – kvinna på torget i Törnrosdalen

## Produktion

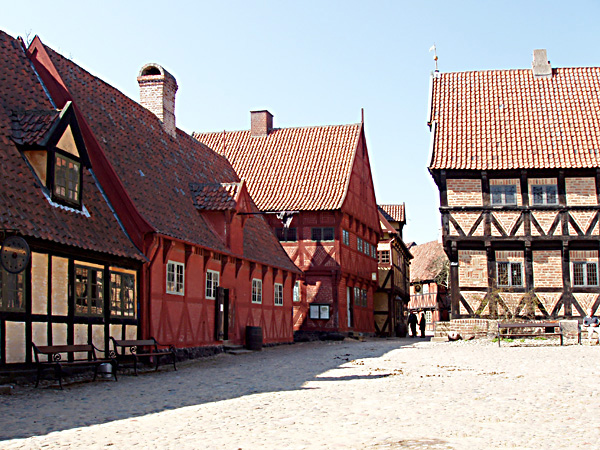
Den gamle by i Århus fick föreställa staden i Törnrosdalen

### Bakgrund
Filmen bygger på Astrid Lindgrens bok med samma namn och Ingmar Bergman hade planer på att filmatisera boken redan när den kom ut 1973 men Lindgren ville att Olle Hellbom, som tidigare filmatiserat Lindgrens andra böcker, skulle regissera istället. Inspelningarna skulle visa sig vara mer av en utmaning än Hellboms tidigare filmatiseringar med längre inspelningstid och större budget.
Filmen följer boken ganska troget, men det finns dock en del saker i boken som inte är med i filmen, det är till exempel Karls möte med Hubert i stallet, när vargarna anfaller Karl, Elfridas stuga i skogen och badstället. Slutet har gjorts om helt: Katla faller inte ned i floden och dödas av lindormen Karm, istället dödas hon inne i Katlagrottan och hon faller istället ned i en sjudande gyttjesjö och går under. I filmen är Jonatan uppenbarligen mycket äldre än 13 år. Staffan Götestam var 25 år när filmen spelades in.[källa behövs]

### Rollsättning
Rollen som Skorpan gick till den 11-årige Lars Söderdahl som hade tidigare spelat Lillebror i filmen Världens bästa Karlsson om Karlsson på taket. Men SF kunde inte hitta någon i lämplig ålder som kunde spela den 13-årige Jonatan. Till slut stod valet mellan Staffan Götestam och Jan Waldekranz. Götestam såg mest ut som en hjälte med sitt blonda hår och fick rollen.[källa behövs]

### Inspelning

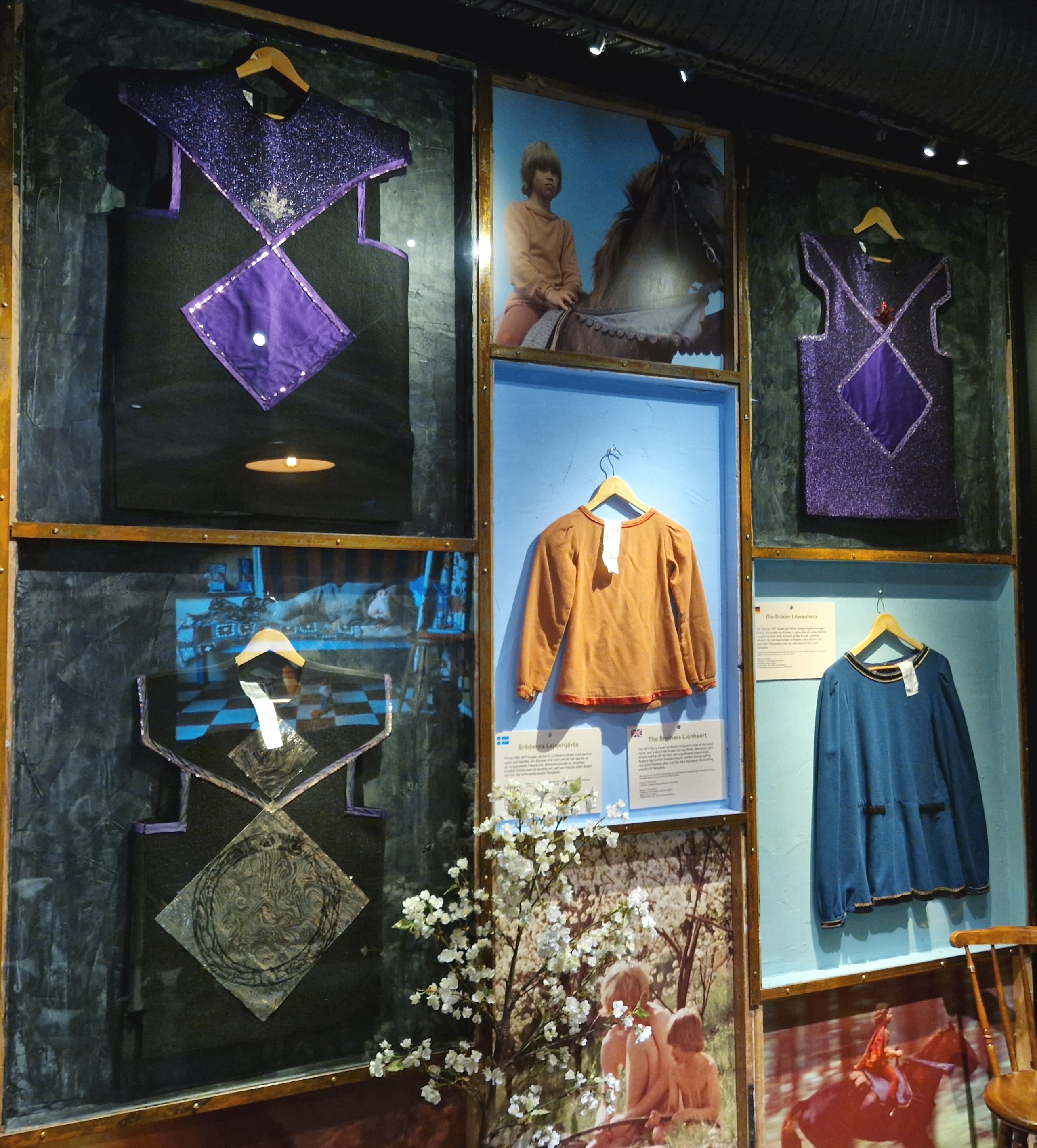
Originalkläderna från filmen.

Filminspelningarna inleddes den 24 maj 1976 med en preliminär budget på 4,5 miljoner kronor och förväntades bli klar till våren/vintern 1977.
Modellen av draken Katla byggdes vid Pinewood Studios utanför London för 100 000 kronor. Den var fyra meter hög och inuti fanns det plats för tre personer.
Körsbärsträden i filmen är falska. Scenografen gjorde 7-8 stycken som flyttades omkring när de behövdes.
Det brinnande köket, Mattisgården och den underjordiska tunneln är inspelade i studior på Långholmen i Stockholm. Staden i Törnrosdalen är Den Gamle By i Århus. Andra utomhusscener spelades in i Brösarps backar, i Tomelilla och på Island vid Þingvellir, Gullfoss, Hjálparfoss, Hraunfossar och Námaskarðs heta källor. Det var bara på Island man spelade in scenerna i Karmanjaka.[källa behövs]
Inspelningarna på Island och viss rekvisita och scenografi, däribland draken, gjorde att inspelningarna drog ut på tiden. Först i januari 1977 var inspelningarna i huvudsak avslutade och därtill kom efterarbetet som tog ett halvår att färdigställa. Den slutliga kostnaden för filmen uppgick till strax över 6 miljoner kronor.

## Distribution
Statens biografbyrå gav filmen en 11-årsgräns. Det utbröt en debatt om detta var rimligt, en debatt som utmynnade i att riksdagen beslöt att införa en 7-årsgräns, Lex Lejonhjärta. Biografbyrån ändrade dock inte sitt beslut när filmen granskades på nytt. Den betraktas, liksom boken den är baserad på som Lindgrens mest vuxna, politiska och våldsamma verk, och större delen av de namngivna karaktärerna avlider under handlingens gång. Skådespelaren Folke Hjort drunknade under en dyk- och båtfärd två månader innan filmen hade premiär, vilket påminner om hans karaktärs öde i filmen.
Filmen hade premiär den 23 september 1977 på Spegeln i Stockholm. 1981 och 1989 hade den nypremiär. 1989 hade åldersgränsen sänkts till 7 år.
Även i de nordiska grannländerna blev det vissa problem med censuren men filmen blev ändå en betydande internationell framgång och var den första svenska film att distribueras i Kina.

## Soundtrack
1977 utkom även en berättelse med scener och musik ur filmen på LP och kassettband. Den utkom 2002 även på CD.

## Mottagande
Trots filmens 11-årsgräns sågs filmen av 555 000 biobesökare.
Hösten 1978 mottog Olle Hellbom en guldbagge "för sin förmåga till förnyelse efter mångårig insats som barnfilmsregissör."

## Utgåvor
Filmen utgavs 1990 och 1998 på VHS och 2002 på DVD och 2009 på Bluray.